# Сальседо, Игнасио
Игна́сио Сальсе́до (исп. Ignacio Manuel Salcedo Sánchez de la Blanca; 22 мая 1947, Мадрид, Испания) — испанский футболист. Всю профессиональную карьеру играл за «Атлетико Мадрид» на позиции полузащитника.

## Клубная карьера
Игнасио Сальседо с детства занимался в футбольной школе «Атлетико Мадрид». В 1969 году он сыграл первый свой первый матч в качестве профессионального футболиста. Это был домашний матч против «Валенсии», который закончился победой хозяев со счетом 2-0. В первом же сезоне команда выигрывает Чемпионат Испании. В сезоне 1973/74 его клуб уступил мюнхенской «Баварии» в финале Межконтинентального кубка. Однако, смог получить его в следующем сезоне. Сезон 1976/77 был последним в его профессиональной футбольной карьере, которую он полностью провел в мадридском клубе и сыграл за него 169 матчей.

## Достижения
- Чемпион Испании (3): 1969/70, 1973/73, 1976/77
- Обладатель Кубка Испании (2): 1971/72, 1975/76
- Обладатель Межконтинентального кубка (1): 1974/75